# 捷爾恩河
捷爾恩河（烏克蘭語：Терн），是烏克蘭的河流，位於該國東北部，流經蘇梅州，屬於蘇拉河的支流，河道全長76公里，流域面積885平方公里，河水來自融雪和雨水。